# 應神海底山
應神海底山（英語：Ōjin Seamount），又稱應神海底平頂山，是一座位於太平洋夏威夷－皇帝海山鏈的海底平頂山。該海山由美國海洋地質學家羅伯特·迪茨以日本應神天皇命名。應神海底山最後一次噴發大約在5500萬年前。山頂在海面下1848公尺。